# Weidenbach (March)
Der Weidenbach ist ein Nebenfluss der March, der das südliche Weinviertel entwässert. Er entspringt in Atzelsdorf, fließt durch Gaweinstal, Kollnbrunn und Bad Pirawarth nach Groß-Schweinbarth, weiter durch Raggendorf, Schönkirchen-Reyersdorf und Gänserndorf. Nach Weikendorf passiert der Weidenbach Stripfing und mündet schließlich bei Zwerndorf in die March.
Aufgrund früherer Hochwässer ist der Weidenbach stark reguliert, ein begleitender Auwald ist nicht vorhanden. In den Jahren 2013 und 2014 führte das Land Niederösterreich eine Renaturierung des Weidenbachs durch.

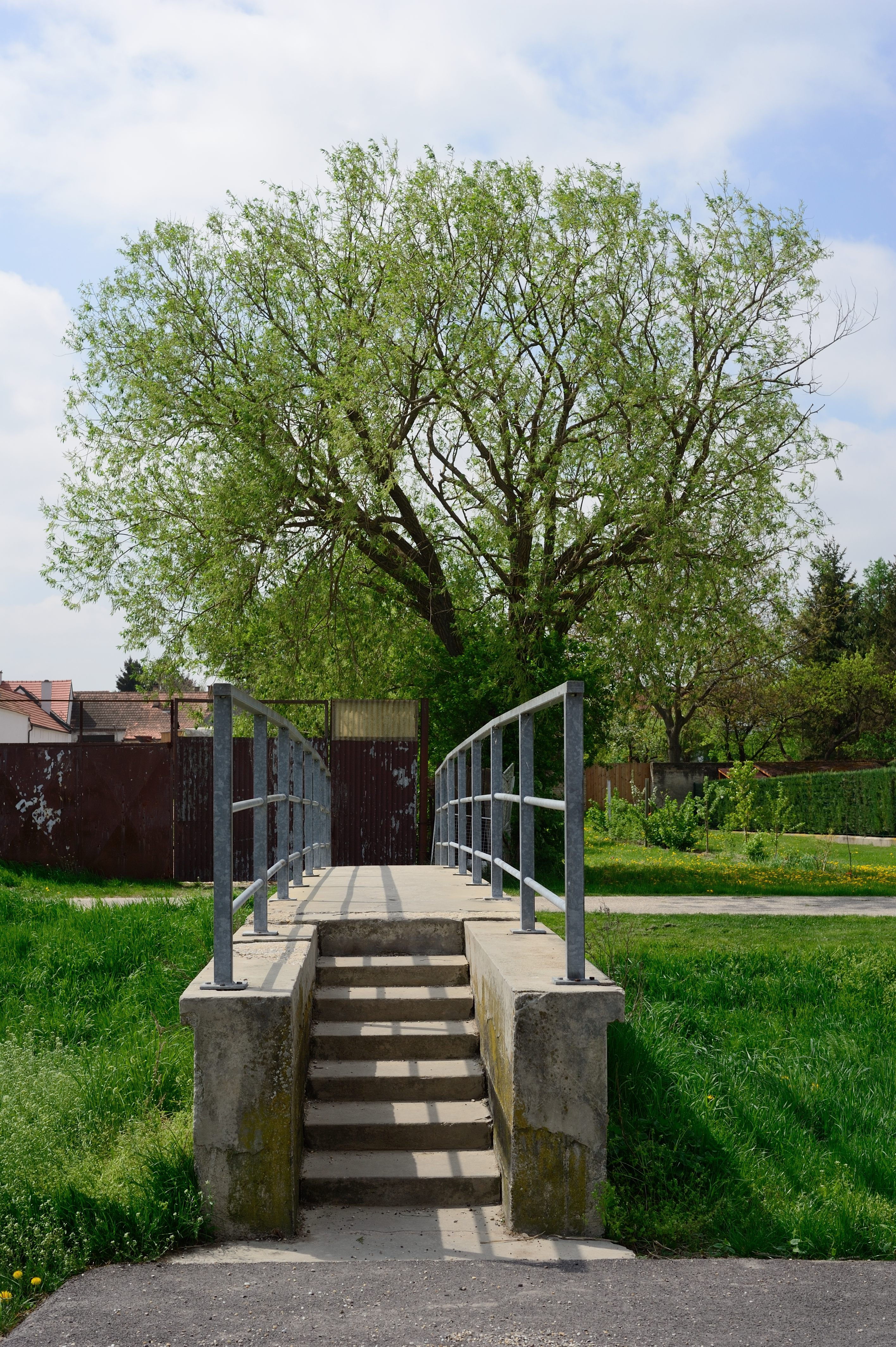
Fußgängerbrücke in Schönkirchen-Reyersdorf
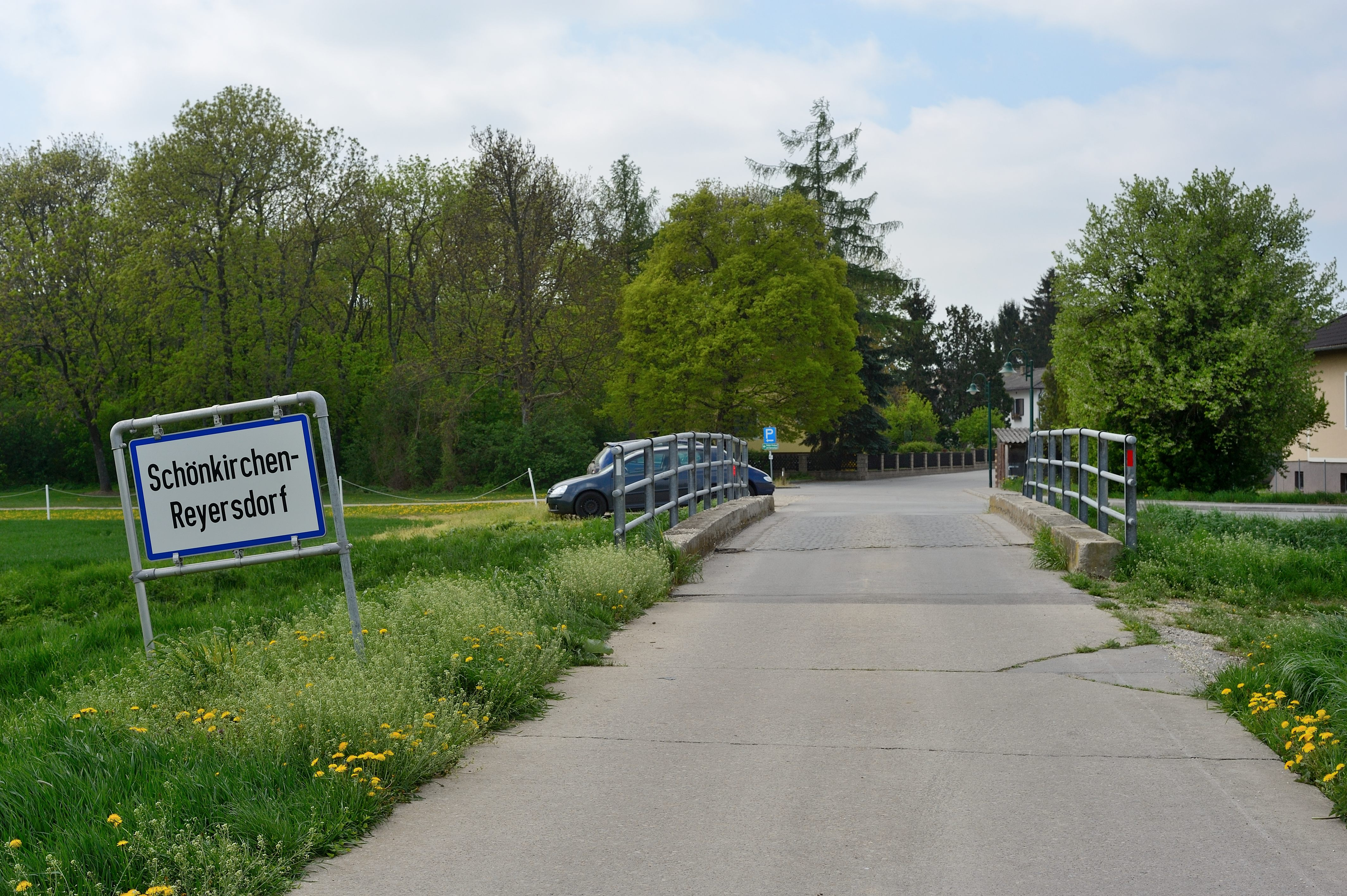
Weidenbachbrücke in Schönkirchen-Reyersdorf
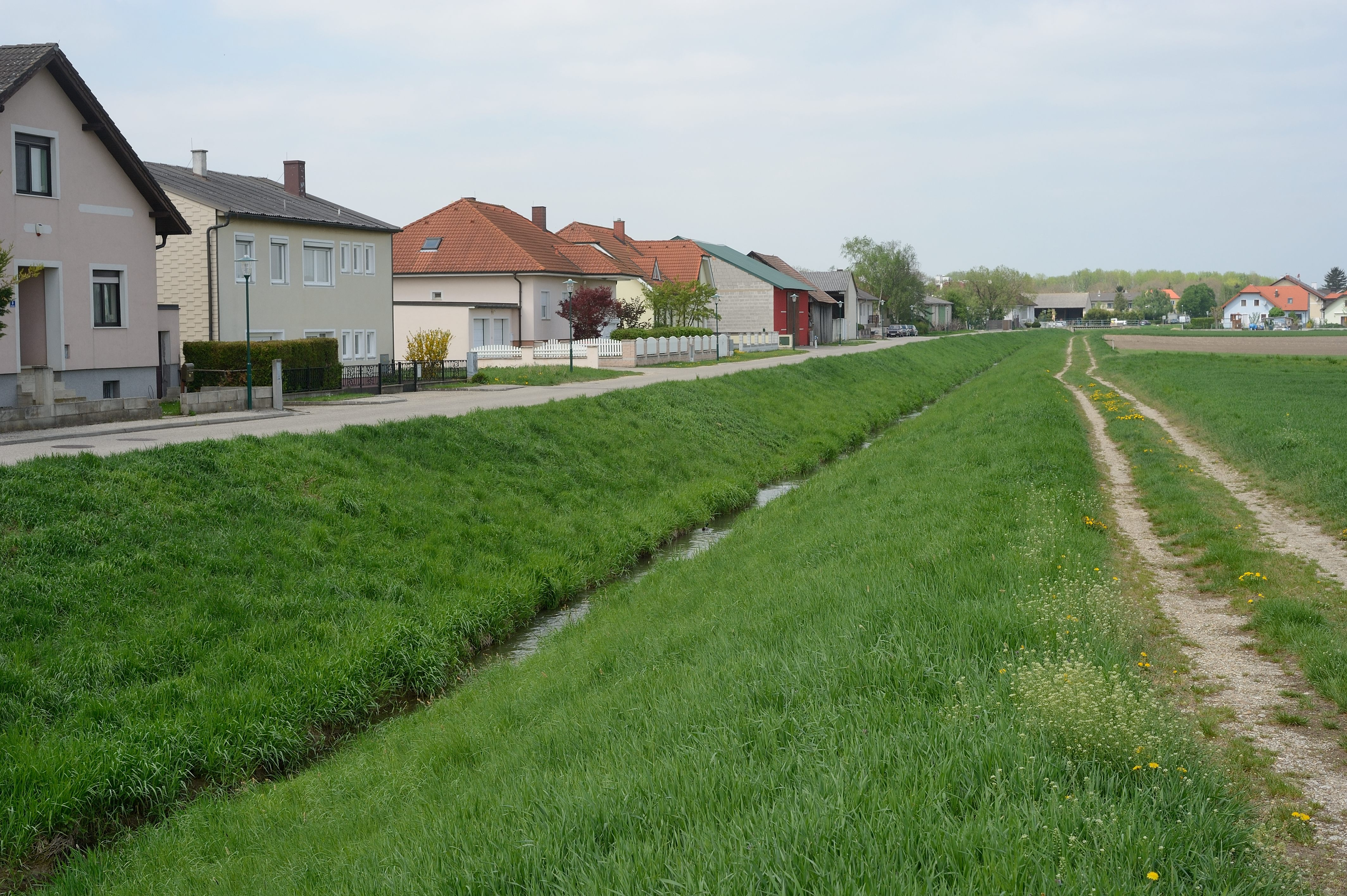
Weidenbach in Schönkirchen-Reyersdorf
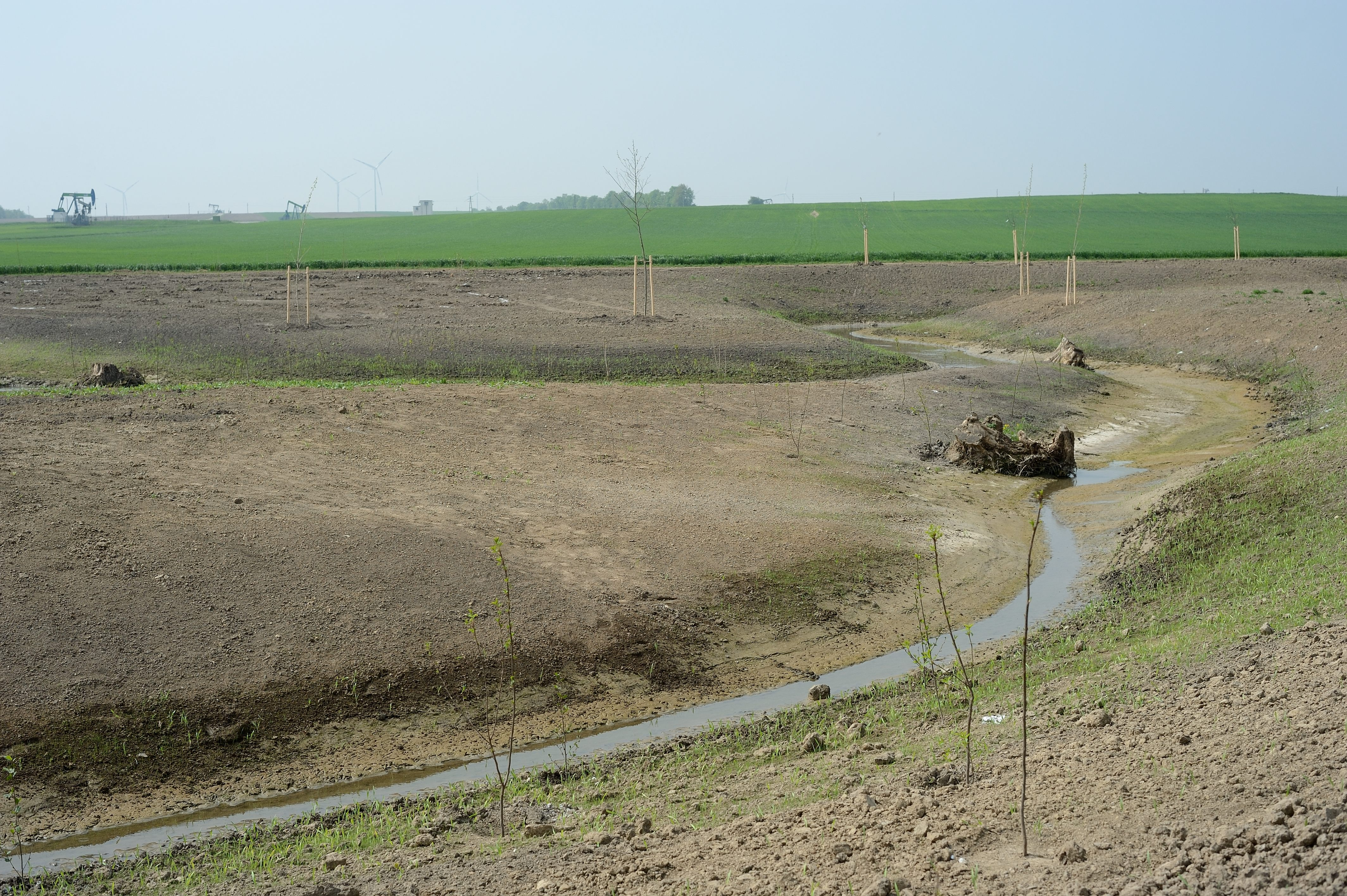
Weidenbach Renaturierung bei Reyersdorf
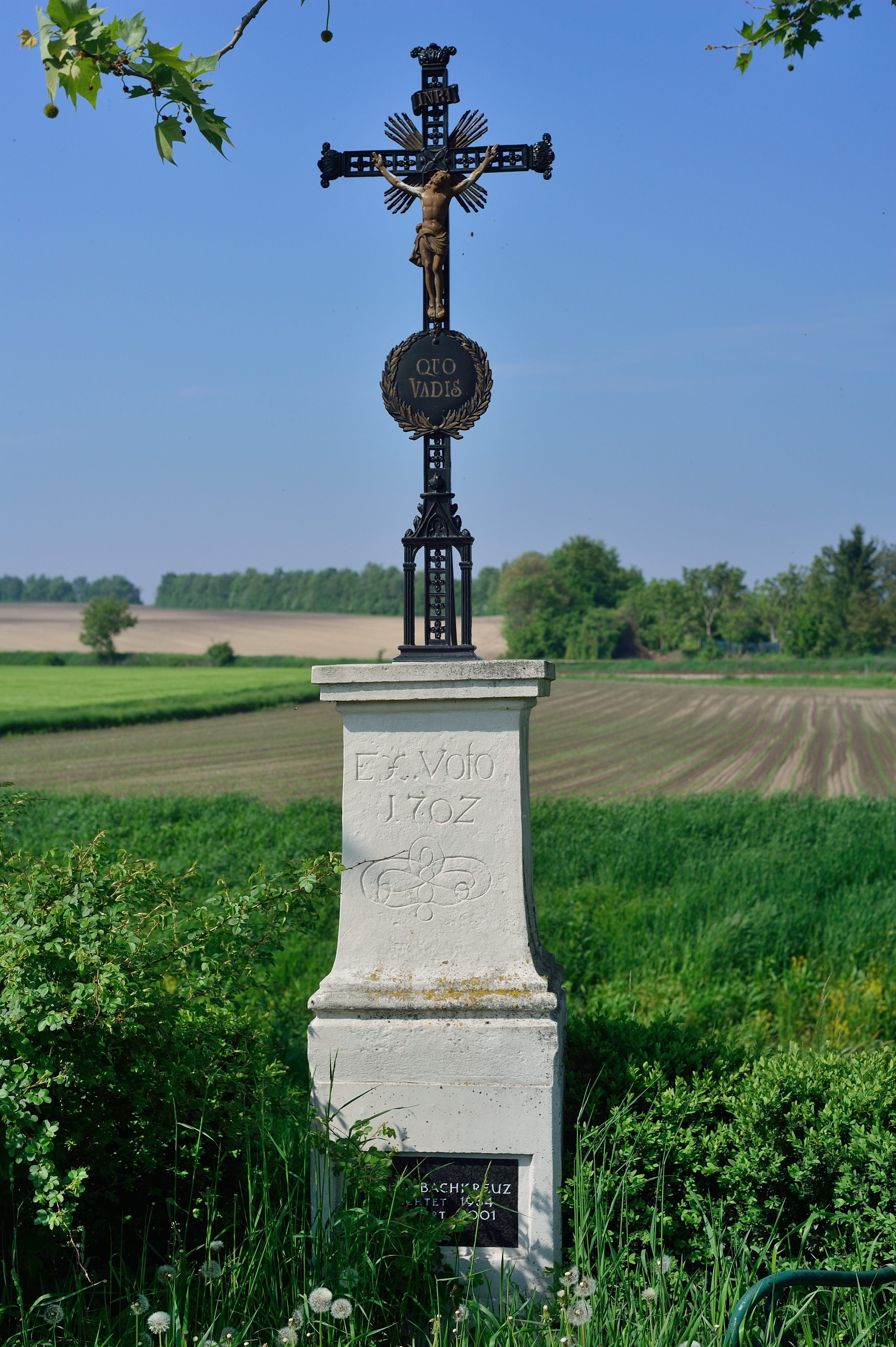
Weidenbachkreuz in Raggendorf